# Вмираюча Земля (роман)
Вмираюча Земля (англ. The Dying Earth) — збірка науково-фантастичних оповідань американського письменника Джека Венса, вперше опублікований 1950 року.
Перша книга з однойменної серії.

## Зміст

### Туржан Міїрський
Розчарований своїми безуспішними спробами створення штучної людини, Туржан використовує стародавнє заклинання, щоб переміститися в Ембеліон, світ існуючий в іншому вимірі і створений Панделумом — найбільшим з магів, що нині живуть. В Ембеліоні немає зла, і його небо переливається різними кольорами. Панделум погоджується прийняти Туржана в учні та навчити створення штучної людини, але натомість Туржан має вкрасти та принести амулет правителя міста Каїїн — Принца Кандіва Золотого. Туржан успішно справляється із завданням, і Панделум бере його в учні. Досягши потрібного рівня майстерності, Туржан створив дівчину із зеленим волоссям, яку він назвав Флоріель. Однак невдовзі Флоріель гине від руки Т'саїс. Т'саїс була результатом невдалого експерименту Панделума — вона мала прекрасну зовнішність, але її розум був нездатний бачити красу, і все навколишнє викликало в ній злобу і огиду. Згодом Туржан під керівництвом Панделума створює її копію, але без дефекту в розумі Т'саїн. Якось гуляючи лісом, дві дівчини зустрілися. Т'саїн вдалося переконати Т'саїс, що у світі є краса і любов і вона повинна постаратися пізнати їх. Розповідь закінчується на тому, що Т'саїс вирушає до Панделуму з проханням відправити її на Землю.

### Чарівник Мазіріан
Мазіріан — могутній маг і ворог Туржана Міїрського. Йому вдається взяти останнього в полон, але Туржан відмовляється розкрити йому секрет вирощування штучних людей у чанах. Мазіріан зменшує Туржана в кілька разів і поміщає його в клітку з маленьким драконом, сподіваючись, що рано чи пізно Туржан втомиться від постійного переслідування і розкриє всі секрети. Працюючи в саду, Мазіріан щоразу помічає дівчину на коні, що спостерігає за ним (Т'саїн). Навіть найсильніші заклинання нею не діють, і всі спроби Мазіріана зловити її виявляються марними. Нарешті, озброївшись кількома заклинаннями, Мазіріан вирушає за нею в погоню. У ході переслідування дівчині за допомогою спритності та магії вдається змусити мага розтратити всі свої заклинання. Потім вона заманює Мазіріана в гай із частково розумних дерев, що живляться живими істотами, що проходять повз, де він і гине. Повернувшись в дім Мазіріана, Т'саїн звільняє Туржана і вмирає у нього на руках від отриманих у ході погоні ран та виснаження. З мертвою Т'саїн Туржан вирушає до свого замку, сподіваючись відтворити її наново у своїх чанах.

### Т'саїс
Ця розповідь є безпосереднім продовженням першої розповіді збірки. Т'саїс прямує до Панделуму, який погоджується відправити її на Землю, і дає їй чарівний меч-амулет, що звертає будь-яке заклинання на того, хто його застосував, і мішечок з коштовностями. Опинившись на землі, Т'саїс стикається з Лаяном Мандрівником, який катував чоловіка і жінку, щоб добитися від них потрібної інформації. Під час тортур жінка вмирає. Т'саїс ранить Лаяна та звільняє чоловіка. Продовживши свою дорогу, дівчина незабаром наражається на нову небезпеку: її грабують і обеззброюють бандити. Між бандитами виникає бійка за право зґвалтувати дівчину першою. Т'саїс користується цим, щоб заволодіти своїм мечем і розправляється з розбійниками. Згодом Т'саїс знаходить притулок у будинку Етарра — людини, яка живе в самотній хатині і приховує обличчя за каптуром. Етарр розповідає їй, що його зрадила Джаванна — відьма, яку він любив. Вона кинула його і дала йому обличчя огидного демона. Наприкінці оповідання Т'саїс та Етарр стикаються з Джованною. Відьма використовує заклинання, але воно відбивається на неї саму, позбавляючи її свободи волі. Дізнавшись від Джаванни про існування стародавнього безіменного бога у зруйнованому місті, всі троє вирушають до нього. Божество повертає Етарру людську подобу, зцілює розум Т'саїс, дозволяючи їй пізнати красу і любов, і дає Джавані обличчя огидного демона.

### Лаян-мандрівник
Ідучи лісом, Лайан Мандрівник зустрічається з Твк-людиною і в обмін на сіль дізнається в нього новини, у тому числі про золотоволосу відьму на ім'я Літ, що оселилася на лузі Тамбер. Лаян відвідує Літ сподіваючись отримати її прихильність. Літ показує йому гобелен із золотих ниток, у якого бракує частини. На гобелені зображена Арівента — рідна долина Літ. Відьма обіцяє віддатися Лайану якщо він зможе принести їй недостаючу частину гобелена, вкрадену Чаном Неминучим. Лаян приймає виклик, сподіваючись на свою спритність і амулет, що є у нього, — чарівний бронзовий обруч, що дозволяє ставати невидимим. Лаян вирушає у землю Шорохов до руїн древнього замку, у яких живе Чан. Він знаходить потрібну частину гобелена, але як тільки він знімає її зі стіни, на нього нападає Чан. Лаян біжить і потім використовує бронзовий обруч, щоб стати невидимим, але Чан Неминучий знаходить його і вбиває. Пізніше цього ж дня Чан приносить дві золоті нитки, створені ним із золотистих очей Лайана, до порога Літ. Відьма вплітає їх у гобелен, сподіваючись, що згодом, посилаючи інших нерозсудливих сміливців до Чана і одержуючи натомість золоті нитки, вона зможе закінчити гобелен і повернутися додому.

### Юлан Дор
Юлан Дор — племінник Принца Кандіва Золотого, правителя міста Каїїн. Принц дає йому завдання вирушити до міста Ампрідатвір. Згідно з одним із стародавніх сувоїв, останній правитель міста — Рогол Домедонфорс, перед смертю створив якийсь могутній механізм. Цей механізм може бути активований за допомогою двох табличок, які він передав ворогуючим сектам Пансіу та Каздала, та використаний для відновлення колишньої величі міста. Оскільки будь-яких суттєвих розбіжностей між цими двома сектами не було, Рогол сподівався, що згодом вони усвідомлюють це, об'єднають таблички, і зможуть жити у мирі та злагоді.
Через кілька тижнів морської подорожі Юлан Дор прибуває в напівзруйнований Ампрідатвір і помічає дива в поведінці його мешканців. Частина з них одягнена тільки в сірий одяг, інша частина — тільки в зелений. При цьому всі жителі в одязі одного кольору не помічають мешканців в одязі іншого кольору — вони ходять по різних сторонах вулиці, відвідують різні крамниці і навіть їхні діти грають окремо. Юлан Дор знайомиться з дівчиною на ім'я Елаї (у сірому одязі), яка пояснює йому, що у місті живуть лише сірі — прихильники секти Каздала. Коли Юлан Дор запитує її про людей у зеленому і навіть показує їх, вона відповідає, що не бачить їх.
За допомогою дівчини Юлану Дору вдається піднятися в одну з веж міста та активувати стародавній літальний апарат. На ньому він краде таблички з храмів Каздала та Пансіу. Коли таблички зникли з храмів, люди з різних сект починають бачити мешканців одягу іншого кольору. На вулицях починається бійня — прихильники Пансіу та Каздала вбивають один одного без різниці до статі та віку. Об'єднавши таблички, Юлан Дор активує стародавній механізм, який керується мозком Рогола Домедонфорса, який помер п'ять тисяч років тому і підтримується у стані анабіозу різними механізмами. Дізнавшись, що навіть через тисячі років його піддані залишилися також дурні і досі ворогують і вбивають один одного через вигадані відмінності, він лютує. По всьому місту прокидаються частини його творіння — гігантські механічні щупальця. Він хапає ними своїх підданих, зриває їх сірий і зелений одяг і кидає на центральну площу, де вони вже більше не могли битися, тому що не бачили кольорів одягу противника. Цими ж щупальцями Рогол Домедонфорс за кілька хвилин відновлює з руїн все стародавнє місто. Відчуваючи відразу до його жителів, він оголошує, що має намір знищити їх усіх, а Юлан Дор та Елаї будуть засновниками нового народу. Щоб урятувати людей, Юлан Дор мечем розбиває посудину з мозком і біжить з Елаї на літальному апараті від агонізуючих щупалець вмираючого Домедонфорса.

### Гайял із Сфери
Невдоволений життям у своєму рідному поселенні, юнак на ім'я Гайял вирушає на пошуки Музею Людини, куратор якого, за чутками, знає відповіді на всі питання про навколишній світ. Дорогою в руїнах стародавнього міста він знаходить старого, який живе зі своєю племінницею, які проводять свої дні граючи на магічній флейті. Ледь не потрапивши під владу магії ув'язненої в музичному інструменті, Гайял рятується втечею. Коли він проїжджав через місто Сапоніс, його мешканці шахрайським шляхом змусили Гайяла ступити на священну землю, щоб накласти на нього покарання. Вибравши найкрасивішу дівчину в місті Ширл, удвох з нею Гайял вирушає в розташований неподалік Музей Людини. На вимогу демона, що живе там, жителі Сапоніса періодично відправляють найкрасивіших юнака і дівчину міста йому в жертву.
Прибувши до Музею, вони зуміли уникнути зустрічі з істотою, до якої вони були послані — Блікдаком, правителем світу демонів Джелдред. Гайял і Ширл зустрічають Керліна — куратора Музею Людини, який не може прогнати Блікдака назад у його світ, але за допомогою магічного жезла утримує його від остаточного проникнення в цей світ. Внаслідок довгих тисячоліть проведених у Музеї, Керлін практично втратив пам'ять та усвідомлення ходу часу. Гайял використовує апарат з Музею, щоб повернути йому пам'ять та відновити свідомість. Проте разом із одужанням мозку Керліна починається стрімке згасання його тіла, оскільки божевілля та втрата рахунку часу служило основою його довголіття. Утрьох вони вигадують план знищення Блікдака шляхом намотування ниток складової його субстанції на бобіни за допомогою роторного механізму. Незабаром після знищення Блікдака, Керлін вмирає, попросивши Гайяла і Ширл подбати про Музей Людини і величезні знання, що містяться в ньому.